# Miao Bo
Miao Bo (苗波S, Miáo BōP; Weihai, 17 giugno 1975) è un'ex cestista cinese.

## Carriera
Con la Cina ha disputato i Giochi olimpici di Atlanta 1996 e due edizioni dei Campionati del mondo (1998, 2002).